# Die Einigkeit
Die Einigkeit (L'Entente, en français) est un journal hebdomadaire allemand publié de 1897 à 1914, organe de l'Association Libre des Syndicats Allemands (Freie Vereinigung deutscher Gewerkschaften ou FVdG en allemand).

## Histoire
Le journal est créé après une décision du premier congrès à Halle des "syndicats organisés localement d'Allemagne" d'avoir un organe. Ce journal paraît toutes les deux semaines sous le nom de Solidarität (Solidarité), l'éditeur est Gustav Keßler. Un an plus tard, il prend une publication hebdomadaire, est rebaptisé Die Einigkeit. Il devient l'organe de l'Association Libre des Syndicats Allemands lors de sa création en 1901.
Après le décès de Keßler, Fritz Kater reprend la direction en 1904. Au fil des années, des articles sont condamnés, ce qui aboutit à des suspensions temporaires du journal.
En 1897, Die Einigkeit a 2 757 abonnés. En 1900, il atteint la vente de 10 000 exemplaires et atteint en 1906 le nombre de 13 500. Puis en même temps que les membres de la FVdG sont moins nombreux, les ventes diminuent.
En 1911, la FVdG lance un second journal hebdomadaire, Der Pionier (Le Pionnier) qui parait à 4 500 exemplaires.
Lorsque la Première Guerre mondiale éclate, les deux journaux sont interdits. Le dernier numéro de Die Einigkeit parait le 8 août 1914.

## Source, notes et références
- (de) Cet article est partiellement ou en totalité issu de l’article de Wikipédia en allemand intitulé « Die Einigkeit » (voir la liste des auteurs).